# Salterio de Athelstan

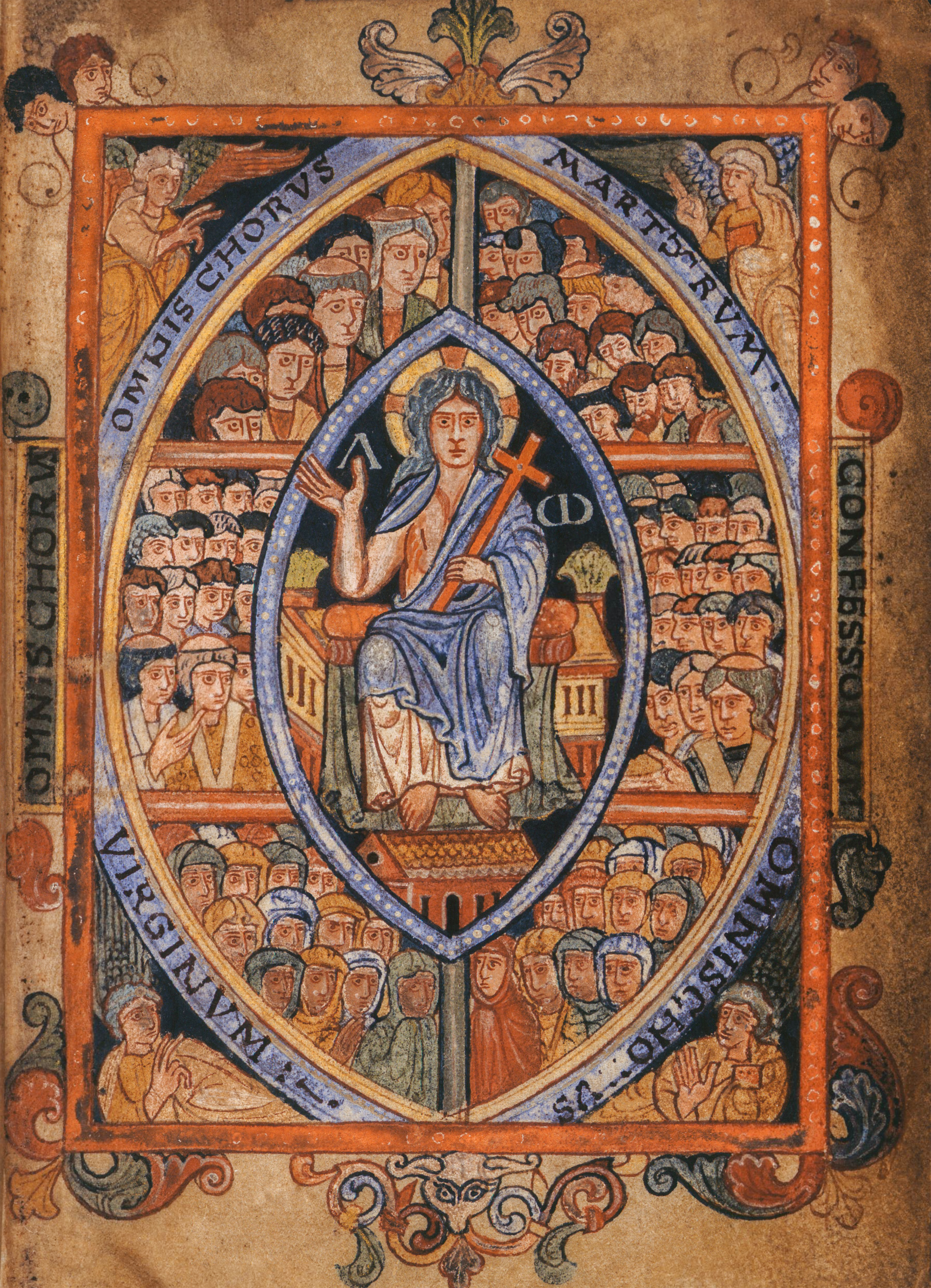
Athelstan Psalter, London, British Library, Cotton Ms. Galba A XVIII, fol. 21r.

El Salterio de Athelstan, también conocido como Æthelstan Psalter, es un manuscrito iluminado de principios del siglo IX hecho probablemente en Reims y destinado para el uso y posesión de Athelstan, rey de los anglosajones del 924 a 927 y rey de Inglaterra de 927 a 939. Se trata de un salterio, es decir, un libro en el que se recogen salmos. El libro está escrito en latín.
Todo el conjunto es de principios del siglo IX, pero en el folio 2r encontramos un frontispicio compuesto de distintos manuscritos devocionales de época de Sir Robert Bruce Cotton (1570-1631), el primer propietario que se conozca de dicho manuscrito. Sir Cotton fue, además de Miembro del Parlamento británico, uno de los anticuarios y bibliógrafos más importantes de toda Inglaterra, fundador de la Cotton Library. 
El manuscrito contiene cuatro miniaturas a página completa (fols. 2v, 21r, 85r y 120v), así como diversas miniaturas de menor tamaño y de carácter ornamental situadas en los márgenes externos hasta el folio 14v.